# Hisham Naffa'
Hisham Naffa' (in arabo هشام نفاع‎?) (Bait Gan, 1970) è uno scrittore, giornalista e editorialista palestinese. Druso, figlio d'arte.
Ha fatto parte del movimento dei Refusenik, ovvero dei giovani israeliani che rifiutano di prestare il servizio militare all'interno dei Territori Palestinesi occupati da Israele e per questo è stato in carcere. Dopo il rilascio, negli anni Novanta si è trasferito per studiare Filosofia e Scienze politiche all'Università di Haifa. Lavora come giornalista e come editorialista per il quotidiano "al-Ittihad". Ha pubblicato diversi racconti su varie riviste letterarie e di recente è uscito il suo primo romanzo: Crolli sottili (Haifa 2012). Insieme con Abnaa el-Balad, Salman Natur, Mahmud Muhareb e Yael Lerer è uno dei più famosi promotori della soluzione dello Stato unico tra Palestina e Israele.